# Julian von Haacke
Julian von Haacke (Brema, 14 febbraio 1994) è un calciatore tedesco, centrocampista del TuS Dassendorf.